# Paul Banham Conversions

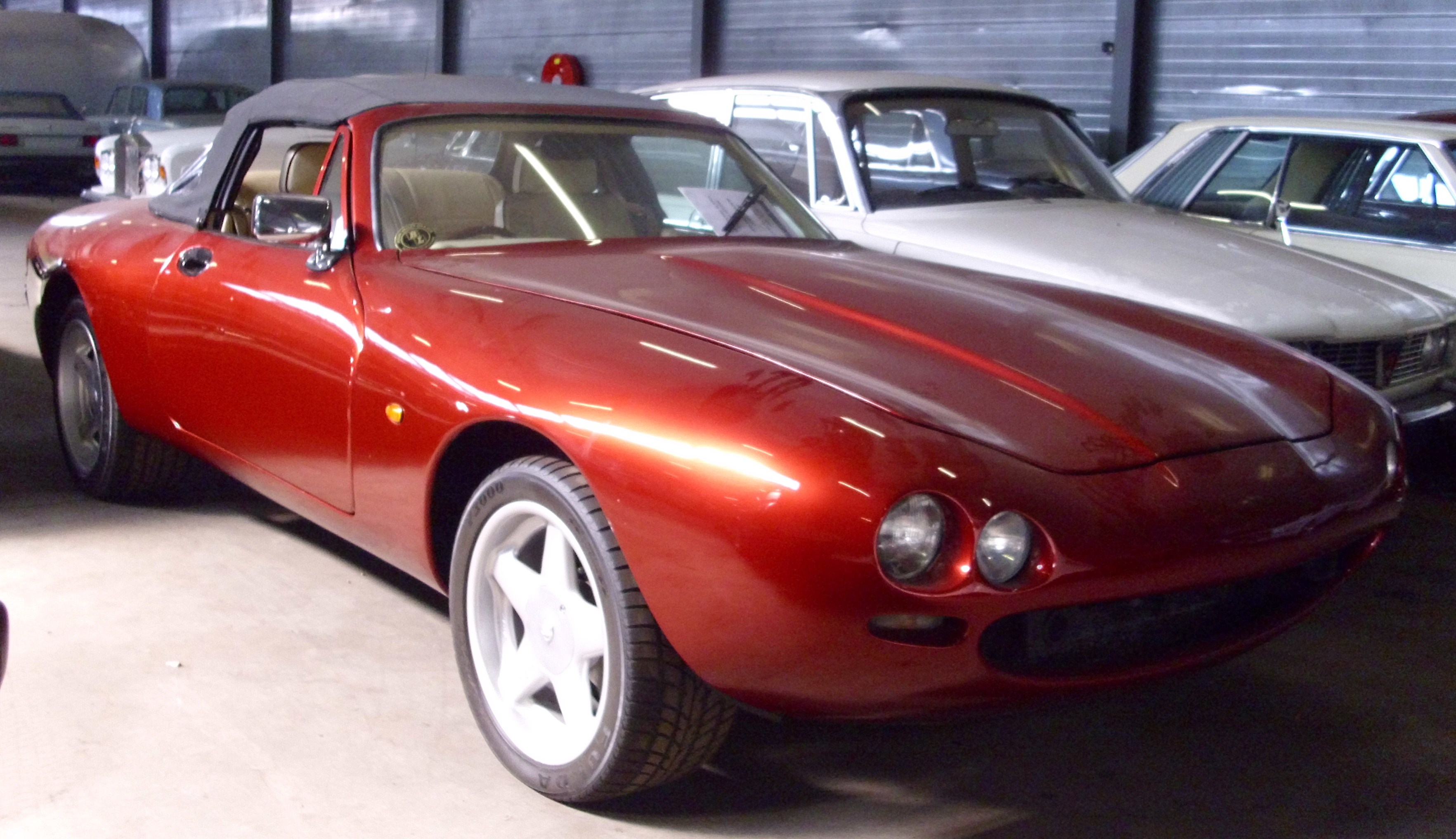
Banham XJSS

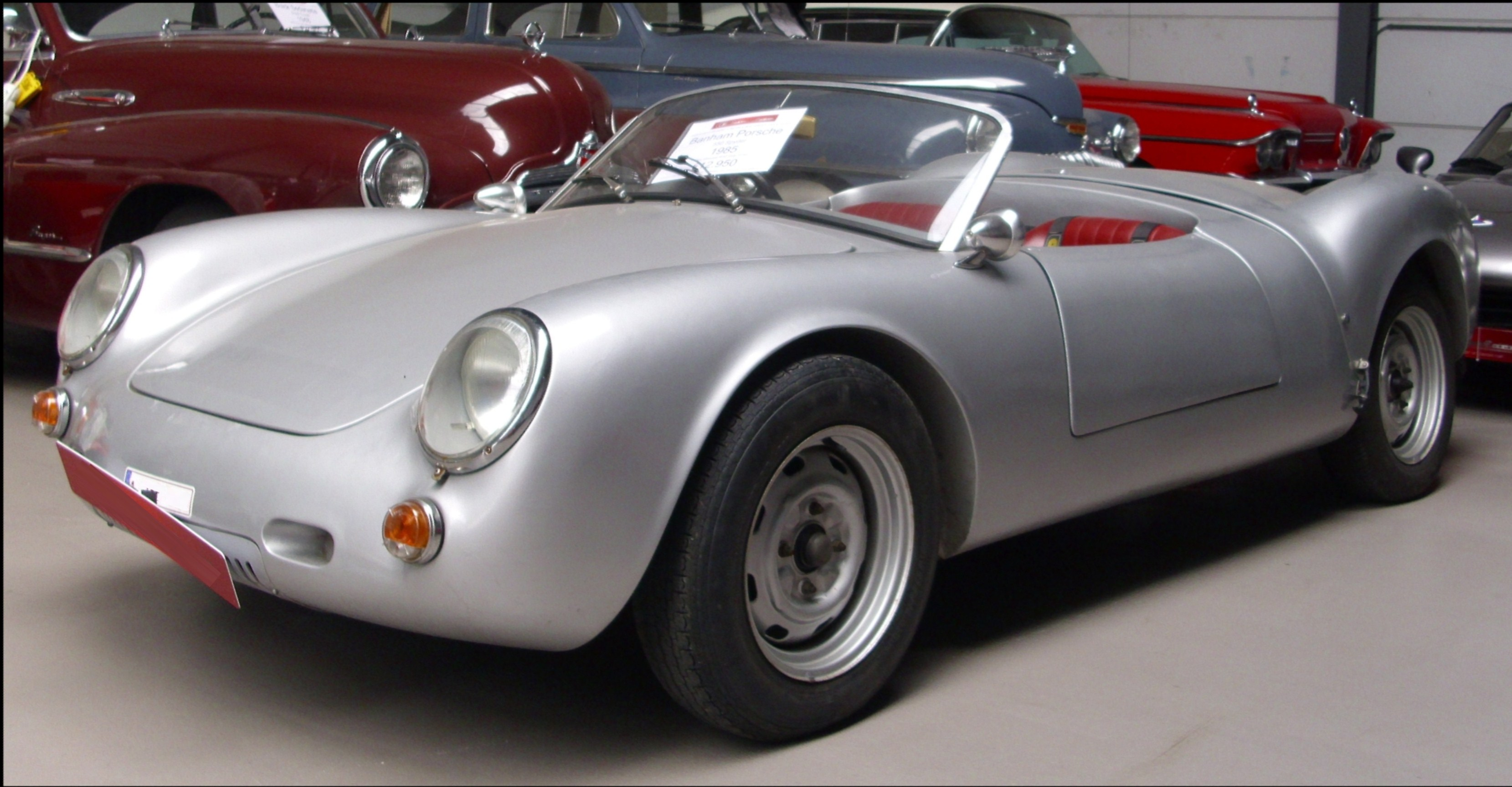
Banham 130 Spyder

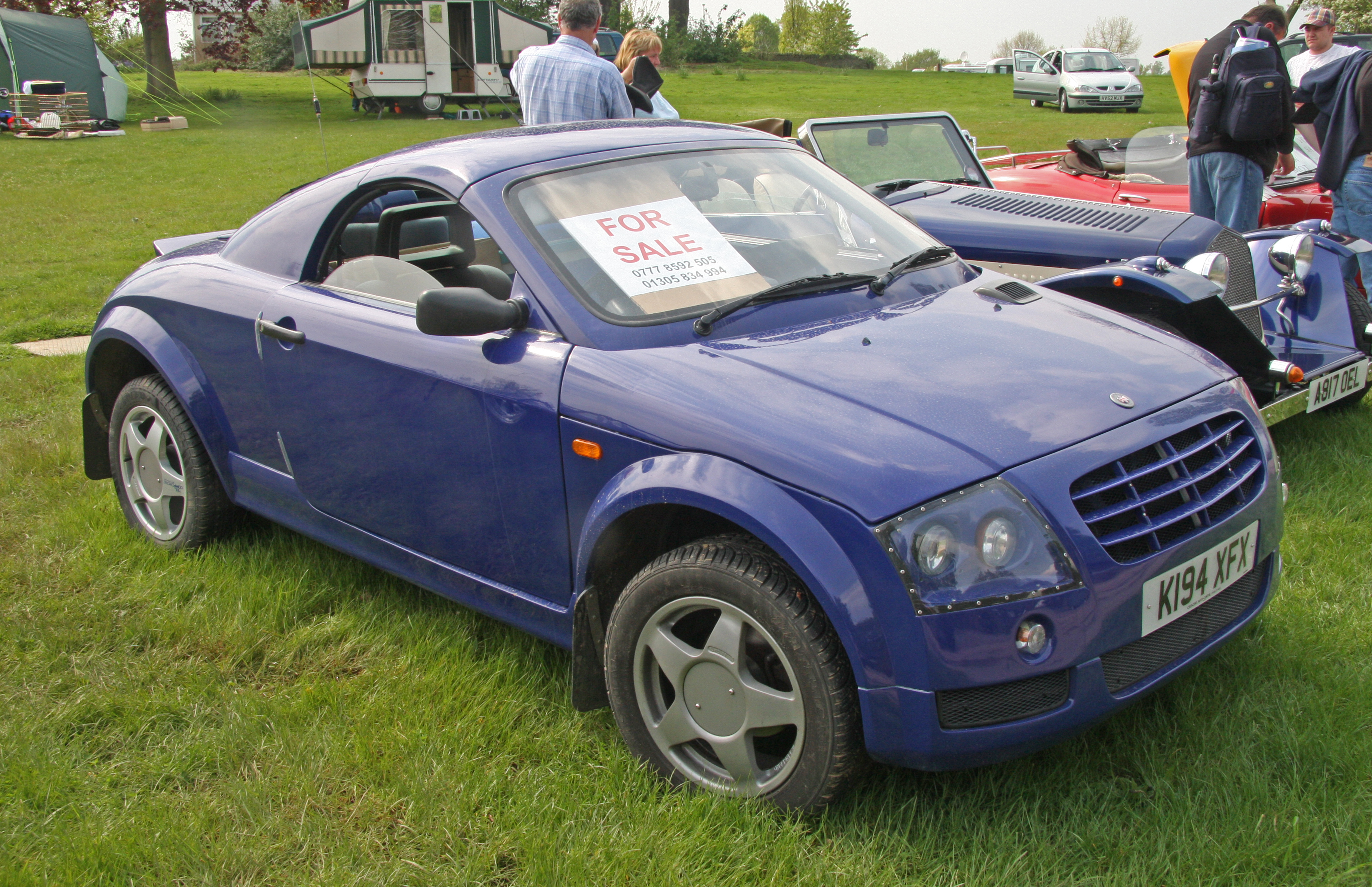
Banham X 99

Paul Banham Conversions Limited war ein britischer Hersteller von Automobilen.

## Unternehmensgeschichte
Paul Banham und Bob Waterhouse gründeten 1997 das Unternehmen in Rochester in der Grafschaft Kent. Eine Quelle gibt dafür den 26. März 1997 an. Sie begannen mit der Produktion von Automobilen und Kits. Der Markenname lautete Banham. 2002 erfolgte der Umzug nach Dover in Kent. 2004 wurden mehrere Projekte an andere Kit-Car-Hersteller abgegeben. 2006 endete die Produktion zunächst. Seit 2007 steht wieder ein Modell im Angebot. Aktueller Firmensitz ist im Londoner Stadtteil Sidcup. Insgesamt entstanden bisher über 1000 Exemplare.
Einer Quelle nach wurde das Unternehmen am 16. August 2005 aufgelöst. Paul Banham ist ebenfalls an der am 16. März 2007 gegründeten Myrtle Limited, vorher Myrtle Productions Limited, in Ramsgate beteiligt. Deren Internetseite gibt an, dass sie weiterhin Kraftfahrzeuge herstellen. Eine Verbindung zu der am 1. Juli 2014 in London gegründeten Myrtle Productions Limited ist dagegen nicht bekannt.

## Fahrzeuge
Erstes Modell war der XJSS. Dies war ein Cabriolet auf Basis des Jaguar XJS mit abwandelter Karosserie. Zwischen 1994 und 1999 entstanden etwa 40 Fahrzeuge.
Der 130 Spyder erschien 1998 und war die Nachbildung des Porsche 550. Die Basis bildete ein Škoda mit Heckmotor. 356 Sports aus Watford in Hertfordshire unter Leitung von Colin Gontier von 2004 bis 2005 sowie Spyder 550 Motors aus New Addington in London unter Leitung von Martin und Rowena Allen von 2005 bis 2009 setzten die Produktion fort. Etwa 500 Käufer machten dieses Modell zum erfolgreichsten Modell von Banham.
Der 1999 ebenfalls auf Škoda-Basis präsentierte Viersitzer Regina blieb ein Einzelstück.
Im gleichen Jahr erschien der Sprint. Dies war die Nachbildung des Austin-Healey Sprite der ersten Generation auf Mini-Basis, also mit Frontmotor und Frontantrieb. Rally Sport Replicas aus Northampton in Northamptonshire setzte die Produktion von 2004 bis 2006 fort. Insgesamt entstanden etwa 300 Exemplare.
Etwa die gleiche Anzahl fertigte Banham vom türlosen Superbug im Stile eines Buggy auf Basis Mini Metro zwischen 1999 und 2006.
1999 erschien das X 99 Coupé, der von einem Konzeptfahrzeug von Audi inspiriert war. Die Basis bildete wiederum ein Mini Metro bzw. Rover 100. Die Karosserie bot Platz für zwei Personen. Im Folgejahr kam das Cabriolet X 99 Convertible dazu. Im gleichen Jahr wurden diese Modelle in X 21 Coupé und X 21 Convertible umbenannt. Bis 2006 entstanden von beiden Ausführungen jeweils etwa 250 Exemplare.
Der PB 200 kam 2001 auf den Markt. Das Coupé ähnelte dem Ford RS 200, bot allerdings Platz für vier Personen. Ein Vierzylindermotor vom Austin Maestro war vorne im Fahrzeug montiert. Rally Sport Replicas setzte die Produktion von 2004 bis 2006 fort. Bis dahin entstanden etwa 100 Fahrzeuge.
Der Roadster, ein Umbau des Mini zu einem zweisitzigen Roadster, fand zwischen 2002 und 2006 etwa 40 Käufer.
Ungewöhnlich am 2002 präsentierten New Speedster, einer modernen Interpretation des Porsche 356 als Speedster, war die Verwendung eines Frontmotors vom Mini Metro bzw. Rover 100. 356 Sports führte die Produktion von 2004 bis 2006 fort. Insgesamt entstanden etwa 40 Exemplare.
Der Bat von 2003 war aus dem X 21 entwickelt worden. Dach und Heckscheibe konnten entfernt werden. Das Fahrzeug hatte eine auffällige Front. Von diesem Modell entstanden bis 2004 etwa 50 Exemplare.
Seit 2007 steht als einziges Modell der XK 180 im Angebot. Dies ist die Nachbildung des Jaguar XK 180. Dieses Modell fand bisher etwa zwölf Käufer.